# Кадоански народи
Кадоански народи су породица северноамеричких домородачких народа, који говоре језицима из кадоанске породице језика. Пре контакта са Европљанима насељавали су Велике равнице у америчким државама Северна Дакота, Јужна Дакота, Небраска, Канзас, Оклахома, Тексас и Луизијана. У 19. веку су протерани на резервате у данашњој Оклахоми и Северној Дакоти.

## Народи
Према језицима којима говоре кадоански народи се деле на:
- Јужни кадоански народи:
  - Кадо
- Северни кадоански народи:
  - Вичита
  - Кичај или кицај
  - Арикара
  - Пони

## Праисторија
Пракадоански језик се највероватније поделио на северну и јужну грану пре око 3.000 година. Јужни кадоански се развио у данашњи кадоански језик народа Кадо, док се северни кадоански развио у неколико језика. Вичитански се развио у посебан језик пре око 2.000 година. Кичајски пре око 1.200 година, а Понски и Арикарски пре око 300 до 500 година.

## Историја
Кадои су пре контакта са Европљанима насељавали североисточни Тексас и суседне делове Оклахоме, Луизијане и Арканзаса, а у 19. веку су протерани у резерват у Оклахоми, тадашњој Индијанској територији.
Вичите су насељавале делове Оклахоме, Канзаса и Тексаса, а у 19. веку су протерани на резерват у Оклахоми.
Кичаји су насељавали делове Тексаса, Луизијане и Оклахоме. У 19. веку су се придружили Вичитама и насељени су на заједнички резерват у Оклахоми.
Арикаре су насељавале део Небраске и Јужне Дакоте. Почетком 19. века су се преселили у Северну Дакоту, након напада Сијукса и других домородачких народа. У Северној Дакоти су се удружили са Хидацама и Манданима, са којима су у 19. веку насељени у заједнички резерват у Северној Дакоти.
Пони су насељавали делове Небраске и Канзаса, а у 19. веку су протерани у северни део централне Оклахоме.